# Martin Newell
Martin Edward Newell er en engelskfødt amerikansk datalog, der har specialiseret sig i computergrafik og nok er mest kendt for at have skabt computermodellen Utah teapot.
Inden han emigrerede til USA, arbejdede Martin Newell i det, der dengang hed Computer-Aided Design Centre i Cambridge sammen med sin bror Dick Newell. Her udviklede brødrene Newell sammen med Tom Sancha Newell's algoritme, en teknik til at eliminere cykliske afhængigheder ved tegning af polygoner, så de vises korrekt i forhold til hinanden.
Newell udviklede Utah teapot, mens han var ved at tage sin Ph.D. på University of Utah. Han tog sin eksamen i 1975 og arbejdede på universitetet 1977-79. Senere arbejdede han på Xerox PARC, hvor han bl.a. sammen med John Warnock udviklede JaM, en forgænger til PostScript, som Warnock senere gjorde til fundamentet hos Adobe Systems, som han var medgrundlægger af.
Newell arbejdede i stedet videre med CAD og grundlagde firmaet Ashlar. Han blev i 2007 indlemmet i National Academy of Engineering og er Adobe Fellw hos Adobe Systems.